# Völkerverständigung

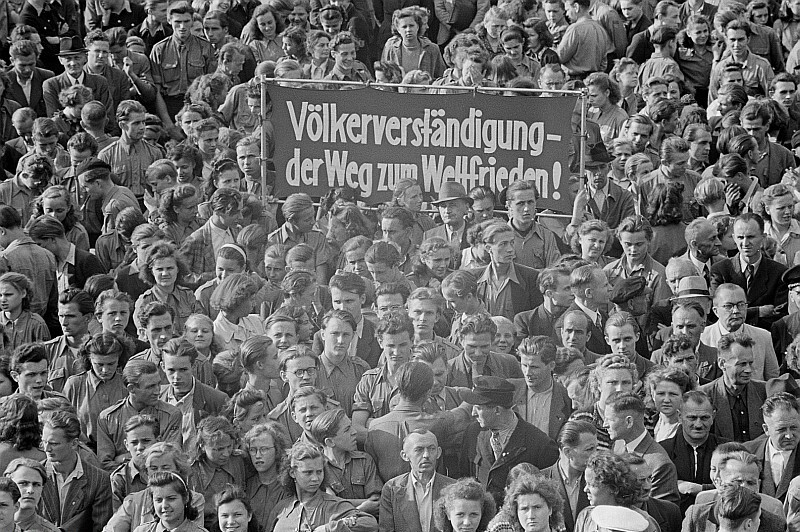
Völkerverständigung als Mittel zum Weltfrieden – hier als Slogan auf einem Plakat bei einer Versammlung am 22. Juni 1950 in Leipzig

Unter Völkerverständigung und Kulturaustausch versteht man eine tief greifende Kommunikation zwischen verschiedenen Bevölkerungsgruppen, Kulturkreisen oder anderen vergleichbaren großen Gruppen auf allen Ebenen.

## Grundlegendes
Dabei gilt als Ziel, dass durch die Verständigung, Begegnung und interkulturelles Lernen Vorurteile und Grenzen zwischen den verschiedenen Gruppen abgebaut und ein kultureller (und auch wissenschaftlicher) Austausch ermöglicht wird. Dieses Ziel wird von Privatpersonen, Vereinen (UEA) oder auch staatlichen und internationalen Institutionen (UNESCO) verfolgt.
Die Völkerverständigung wird auch als Lösungsansatz für lang andauernde Konflikte verschiedener Ethnien oder religiöser Gruppen gesehen, so zum Beispiel im Bosnien-Herzegowina-Konflikt oder in verschiedenen afrikanischen Konflikten. In solchen Regionen erhofft man sich durch den Abbau des Konfliktpotentials eine stabilisierende Wirkung, die auf Dauer ein friedliches Zusammenleben der unterschiedlichen Gruppen ermöglicht. Dabei werden der Völkerverständigung dienende Projekte meist aus dem Ausland gefördert und unterstützt.
Als gegen die Völkerverständigung gerichtet fasst man demnach Organisationen und Institutionen auf, die ein friedliches Zusammenleben oft mit gewalttätigen Mitteln zu verhindern versuchen. Dazu zählen vor allem rechtspopulistische und fremdenfeindliche Gruppierungen und Parteien als auch terroristisch eingestufte Organisationen.

## Rechtlicher Kontext in Deutschland
In Deutschland ist die Förderung des Gedankens der Völkerverständigung ein anerkannter gemeinnütziger Zweck (§ 52 Abs. 2 Satz 1 Nr. 13 AO), was auch steuerliche Bedeutung hat. Der Art. 9 Abs. 2 des Grundgesetzes nennt als Grund, eine Vereinigung zu verbieten, ihre Ausrichtung gegen die Verfassung oder gegen den Gedanken der Völkerverständigung. Die Landesverfassung der Freien Hansestadt Bremen nennt den Begriff dreimal (Art. 55 Abs. 1 LV HB, Art. 65 Abs. 1 LV HB und Art. 17 Abs. 2 LV HB).  Im Bayerischen Gesetz über das Erziehungs- und Unterrichtswesen heißt es im Art. 2 Abs. 1, dass Schulen die Aufgabe haben, „im Geist der Völkerverständigung zu erziehen und die Integrationsbemühungen von Migrantinnen und Migranten sowie die interkulturelle Kompetenz aller Schülerinnen und Schüler zu unterstützen“.

## Kritik
Der Begriff der Völkerverständigung wird in verschiedenen Kontexten kritisch hinterfragt. Für den Bereich der Internationalen Jugendarbeit wird der Begriff von Thimmel als überholt betrachtet, da das dahinterliegende Konzept von einer starren Konstruktion von Völkern oder Nationen ausgeht, welche nicht mehr zeitgemäß sei. Darüber hinaus werde „mit den Zielen der Völkerverständigung und guter Nachbarschaft ein direkter Zusammenhang zwischen der individuellen Begegnung bzw. Interaktion von Personen oder Personengruppen aus zwei Staaten einerseits und der außenpolitischen Ebene andererseits suggeriert“. Tatsächlich sind diese Zusammenhänge jedoch deutlich komplexer und eher mit interkulturellem Lernen verbunden.